# عملية تجميعية

في الرياضيات، وبالتحديد في الجبر التجريدي، يُقال عن عملية ثنائية (مثلًا: الجمع +) معرفة على مجموعة A أنها تجميعية (بالإنجليزية: Associative property)‏ إذا حققت الشرط التالي:
{\displaystyle x+y+z=(x+y)+z=x+(y+z)}
لكل x وy وz من المجموعة A. وإلا فإن العملية '+' غير تجميعية.

## أمثلة
من أشهر العمليات التجميعية : الجمع والضرب ضمن مجموعة الأعداد الحقيقية، مثلًا:
- (4 + 5) + 6 = 4 + (5 + 6) (بما أن كلا التعبيرين مساويان لـ 15)
- (2 × 3) × 4 = 2 ×( 3 × 4 ) (بما ان كلا التعبيرين مساويان لـ 24)
- من ضمن العمليات غير التجميعية الطرح (a − b) والقسمة (a/b).
- جمع وضرب الأعداد العقدية والزمر الرباعية عمليات تجميعية. جمع الزمرة الثمانية هي أيضًا عملية تجميعية بينما عملية الضرب في الزمر الثمانية ليست تجميعية.
- القاسم المشترك الأكبر والمضاعف المشترك الأصغر هي عمليات تجميعية.
- تقاطع واتحاد المجموعات هما عمليتان تجميعيتان.

في الرياضيات، التجميعية هي إحدى الخواص التي يمكن للعملية الثنائية أن تمتلكها. وهي تعني أن ترتيب تطبيق العملية على أكثر من عنصر غير مهم.
المعادلة التالية توضح كون خاصية الجمع تجميعية:
(5 + 2) + 1 = 5 + (2 + 1) = 5 + 2 + 1
عملية الجمع هنا لا تختلف بالناتج سواء جمعنا العددين الأولين أولًا ثم العدد الثالث أو إذا جمعنا الثاني والثالث ثم جمعنا معهم الأول لذلك يمكننا الاستغناء عن الأقواس في حالة العمليات التجميعية فقط ولا يمكن ذلك في العمليات غير التجميعية.